# Jean-Louis Tauran
Jean-Louis Tauran   (Bordeus, 5 d'abril de 1943 - Hartford, 5 de juliol de 2018), fou un cardenal de l'Església catòlica francès. En morir, servia com a president del Consell Pontifici per al Diàleg Interreligiós a la Cúria romana. Va ser elevat al cardenalat el 2003. El Papa Francesc el nomenà el 20 de desembre de 2014 Camarlenc de la Santa Església romana.

## Orígens
Nascut a Bordeus, Tauran estudià a la Universitat Pontifícia Gregoriana de Roma, llicenciant-se en filosofia i teologia i doctorant-se en dret canònic. També estudià a l'Acadèmia Pontifícia Eclesiàstica de Roma i a la Universitat Catòlica de Tolosa. Va ser ordenat prevere per l'arquebisbe Marius Maziers el 20 de setembre de 1969, treballant com a curat a l'arquebisbat de Bordeus, abans d'ingressar al servei diplomàtic vaticà el 1975. Va ser secretari de les nunciatures a la República Dominicana (1975-78) i al Líban (1979-83). Tauran esdevingué membre del Consell dels Afers Públics de l'Església el 1983, participant en missions especials a Haití (1984) i Beirut i Damasc (1986). També va ser membre de la delegació del Vaticà a les trobades de l'Organització per a la Seguretat i la Cooperació a Europa, de la Conferència de Desarmament d'Estocolm, i el Forum Cultural a Budapest i, després, a Viena.
El cardenal Tauran pateix la malaltia de Parkinson.

## Secretaria per les Relacions amb els Estats
L'1 de desembre de 1990 Tauran va ser nomenat Secretari per a les Relacions amb els Estats de la Secretaria d'Estat i arquebisbe de Thelepte pel Papa Joan Pau II, rebent la seva consagració episcopal el 6 de gener de 1991 del mateix Joan Pau II, amb els arquebisbes Giovanni Battista Re i Justin Francis Rigali servint com a co-consagradors a la Basílica de Sant Pere. Com a Secretari, Tauran essencialment serví com a ministre d'exteriors del Vaticà. Davant del conflicte iraquià posà èmfasi en la importància del diàleg i les Nacions Unides, senyalant que «una guerra unilateral d'agressió seria un crim contra la pau i contra la Convenció de Ginebra.»

## Cardenal diaca, arxiver i bibliotecari de la Santa Església Romana
Va ser creat Cardenal-Diaca de Sant'Apollinare alle Terme Neroniane-Alessandrine per Joan Pau II al consistori del 21 d'octubre de 2003. El 24 de novembre següent va ser nomenat Arxiver i Bibliotecari de la Santa Església Catòlica, supervisant l'Arxiu Secret del Vaticà i la Biblioteca Vaticana.
El 2003 lamentà el tractament de «segona classe» dels no-musulmans en «molts països de l'Islam», especialment a l'Aràbia Saudita. Al març del 2005, i en representació del Papa, Tauran assistí a la dedicació del nou museu de l'Holocaust a Yad Vashem a Jerusalem.
Tauran va ser un dels cardenals electors que van participar en el Conclave de 2005 i que elegí com a Papa a Benet XVI. També participà com a cardenal elector al Conclave de 2013 que elegí al Papa Francesc, sent ell qui ho anuncià al món com a protodiaca el 13 de març del 2013 amb la fórmula de "Habemus Papam!". Als dies previs al conclave de 2013, el vaticanologista John L. Allen, Jr. veia Tauran com uns dels possibles escollits. Com a Cardenal Protodiaca, el cardenal Tauran imposà el pal·li al nou Papa en la seva inauguració el 19 de març.

## President del Consell Pontifici pel Diàleg Interreligiós
Malgrat patir la malaltia de Parkinson, Tauran va ser nomenat president del Consell Pontifici pel Diàleg Interreligiós el 25 de juny de 2007, mostrant que la malaltia no era cap impediment i que era capaç de tenir més responsabilitats. Va prendre possessió l'1 de setembre de 2007. Des d'aquest càrrec també està a càrrec de la Comissió per les Relacions Religioses amb els Musulmans.
A més, és membre de la Segona Secció de la Secretaria d'Estat, de la Congregació de la doctrina de la Fe, de la Congregació per les Esglésies Orientals, de la Congregació pels Bisbes, del Consell Pontifici per a la Promoció de la Unitat dels Cristians, del Consell pontifici per a la Cultura, de la Signatura Apostòlica, de l'Administració del Patrimoni de la Santa Seu, de la Comissió Pontifícia per l'Estat de la Ciutat del Vaticà, i de la comissió de cardenals per la supervisió de l'Institut per les Obres Religioses (IOR)
És amic de John Andrew, antic rector de l'església anglicana de Sant Tomàs a Nova York. Pel cinquantè aniversari de l'ordenació d'Andrew al juny del 2007, el cardenal Tauran viatjà a Nova York, servint com a predicador convidat.
En un missatge de l'abril del 2012 davant la imminent celebració budista del Vesak, Tauran va dir que «els joves són un actiu per a totes les societats», i demanà una educació sobre la varietat de pràctiques religioses per tal de permetre'ls «avançar conjuntament com a éssers humans responsables i perquè estiguin preparats per donar-se la mà amb altres religions per resoldre conflictes i promoure l'amistat, la justícia, la pau i un desenvolupament humà autèntic.»
En el seu paper com a protodiaca pel Conclave de 2013, el cardenal Tauran va dir que «la gent es pregunta ‘Com es prepara vostè pel Habemus Papam?’ Jo dic ‘No, m'estic preparant per al conclave.’ El conclave no és com el parlament amb una campanya. És una trobada espiritual. Han de recordar que el conclave és una celebració litúrgica particular del matí al vespre. És una experiència espiritual. És molt profund per a mi. És la manifestació de la singularitat de l'Església Catòlica. Hom pot sentir la riquesa de la vida de l'església i que els aspectes positius són majors que els negatius.»
Va descriure el seu paper com a president del Consell Pontifici pel Diàleg Interreligiós dient que «ha de recordar que el diàleg intereligiós no és un diàleg entre religions. És un diàleg entre creients. No és un exercici teològic o filosòfic. Primer ha d'acceptar que vivim en un món plural: cultura, religió, educació, recerca científica. Cada ésser humà té una dimensió religiosa. Entre els creients primer intentem saber-ho tot de l'altre. I la primera cosa que ha de fer és proclamar la seva fe perquè no pot construir aquest diàleg sobre l'ambigüitat. Quan ens hem entès, hem de veure què ens separa i què ens uneix i posar el que tenim en comú al servei de la societat. El diàleg no és pel consum de la comunitat. És al servei de la societat. I recordi que l'home no viu només de pa. Hi ha dimensions espirituals. Els creients tenen un paper especial que jugar en el diàleg públic.»
Al juny del 2013, el papa Francesc publicà un quirògraf nomenant el cardenal Tauran membre de la comissió pontifícia formada per cinc persones per investigar l'Institut per a les Obres de Religió. Monsenyor Peter Bryan Wells actua com a secretari, el cardenal Raffaele Farina SDB és el president de la comissió, el bisbe Juan Ignacio Arrieta Ochoa de Chinchetru serveix com a coordinador i la professora Mary Ann Glendon n'és el darrer membre.
En el consistori papal del 12 de juny de 2014 optà per passar de cardenal de l'orde diaconal a l'orde presbiterial, i la seva diaconia fou elevada a títol pro hac vice. A causa d'això va perdre la condició de cardenal protodiaca.

## Opinions
Tauran va ser un crític ferotge contra els Estats Units sobre les qüestions de la guerra i la pau. Va descriure la invasió estatunidenca de l'Iraq com un crim contra la pau i una violació de la llei internacional. Afirmà que els fets parlaven per si mateixos a l'Iraq i que, paradoxalment, els cristians estaven millor protegits sota l'Iraq de Saddam Hussein.
Cada any el Consell Pontifici pel Diàleg Interreligiós envia un missatge, signat pel seu president, a Hindus per la festivitat de Divali, que se celebra durant el mes d'octubre. Al missatge del 2009, Tauran feia una crida per a la promoció del desenvolupament integral, la protecció de la vida humana i el respecte per la dignitat i els dretes fonamentals de la persona. El Consell envia missatges semblants cada any en ocasió de les festivitats d'Eid ul-Fitr (Islam) i Vesak (Budisme).
En un esmorzar trobada amb periodistes, Tauran afirmà que havia estat «ingenu i equivocat» en suggerir que alguns aspectes de la Xaria a Gran Bretanya eren inevitables. També va dir que no volia que creixés la impressió que havia diferents classes de religions.

## Honors i distincions
Gran Creu amb Banda de l'Orde del Mèrit de la República d'Àustria 1999
 Gran Oficial de l'Orde del Mèrit de la República Federal Alemanya 2004
 Gran Creu de l'orde de la República Italiana – 27 de novembre de 1992
 Gran Oficial – 19 de novembre de 1988
 Comandant amb Estrella de l'orde del Mèrit d'Hongria
 Gran Creu de l'orde de Gediminas (Lituània) – 29 de febrer de 2003
 Membre honorari de l'Orde Xirka Gieh ir-Reppublika (Malta) – 4 de febrer de 1995
 Gran Creu de l'Orde del Mèrit de la República de Polònia – 1 d'abril de 2010
 Gran Creu de l'Orde del Mèrit de Portugal – 21 de desembre de 2010
 Gran Creu de Cavaller de l'orde del Sant Sepulcre
 Cavaller de II classe de l'orde de la Doble Creu Blanca (Eslovàquia) – 28 d'octubre de 2002
 Gran Creu de cavaller de l'orde Sobirana i Militar de Malta - 2006